# Datia (Distrikt)
Der Distrikt Datia (Hindi: दतिया जिला) ist ein Distrikt in der Bundelkhand-Region im Norden des indischen Bundesstaats Madhya Pradesh. Die Distriktverwaltung befindet sich in der namensgebenden Stadt Datia.

## Geografie und Klima
Der 2902 km² große Distrikt liegt im Norden von Madhya Pradesh nördlich der Metropole Jhansi. Der Richtung Nordosten fließende Fluss Sindh bildet über einen größeren Abschnitt die natürliche (Nord-)westgrenze. Zum Distrikt gehören mehrere Exklaven. Physiogeographisch gehört der Distrikt zum Teil zur Ganges-Schwemmebene und zum Teil zu den Ausläufern der Bundelkhand-Hochebene. Die Höhe über dem Meeresspiegel fällt Richtung Nordosten langsam ab. Die weitgehend flache Topographie wird durch vereinzelte Hügel unterbrochen. Südlich der Stadt Datia finden sich gehäuft Ansammlungen von Felsen. Die höchste Erhebung bildet der 337 Meter hohe Burdawan.
Das Klima ist trocken, außer während der Zeit des Monsuns. Es können drei Jahreszeiten unterschieden werden: der Sommer, der in der ersten Märzhälfte (etwa um Holi herum) beginnt und bis Juni dauert, die sich anschließende Monsunzeit ab der dritten Juniwoche bis September, und der Winter ab Oktober. Der kälteste Monat ist Dezember, in dem Minimaltemperaturen bis etwa 5 °C erreicht werden können.

## Geschichte

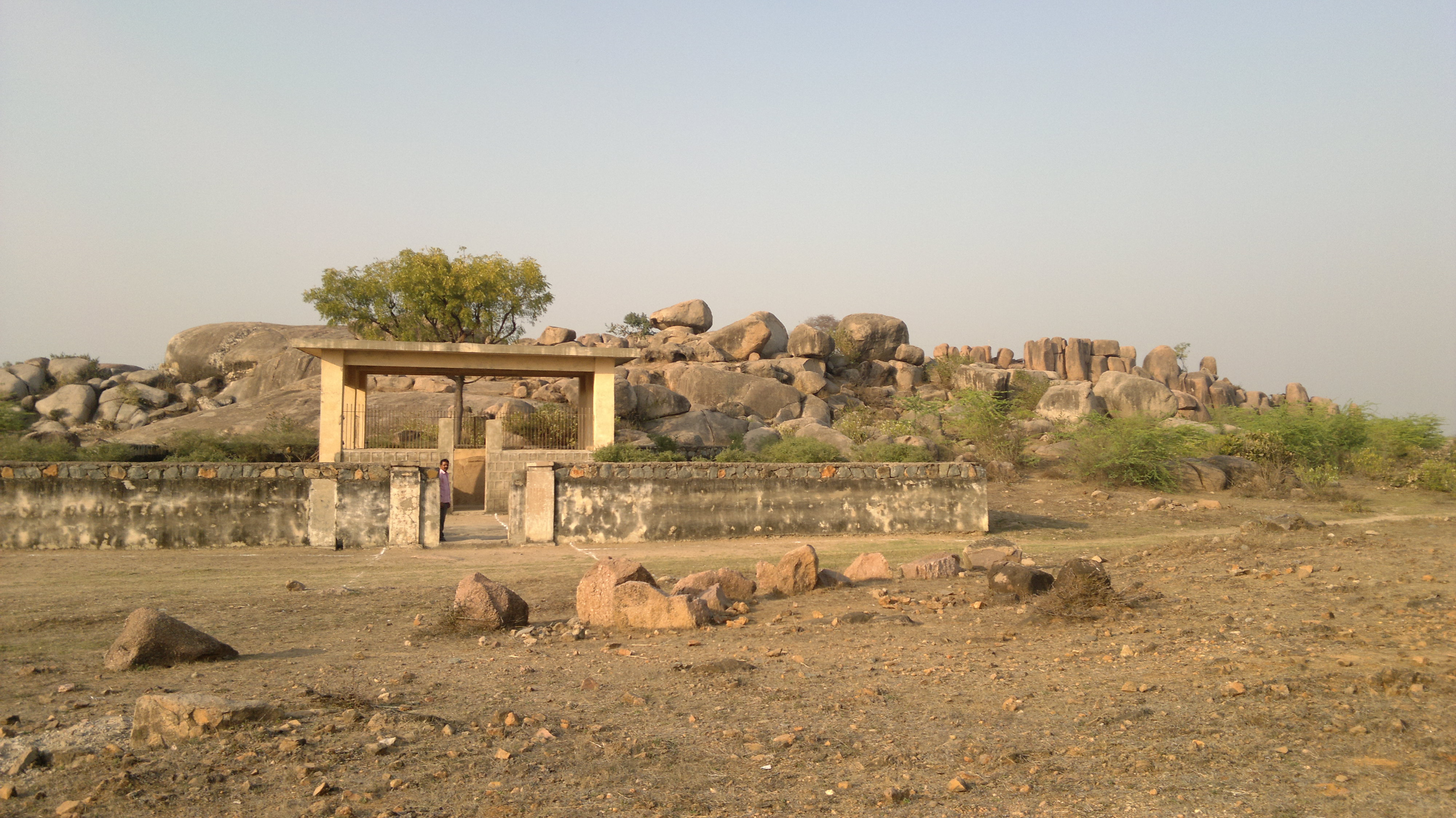
Ashoka-Edikt beim Gujarra-Felsen

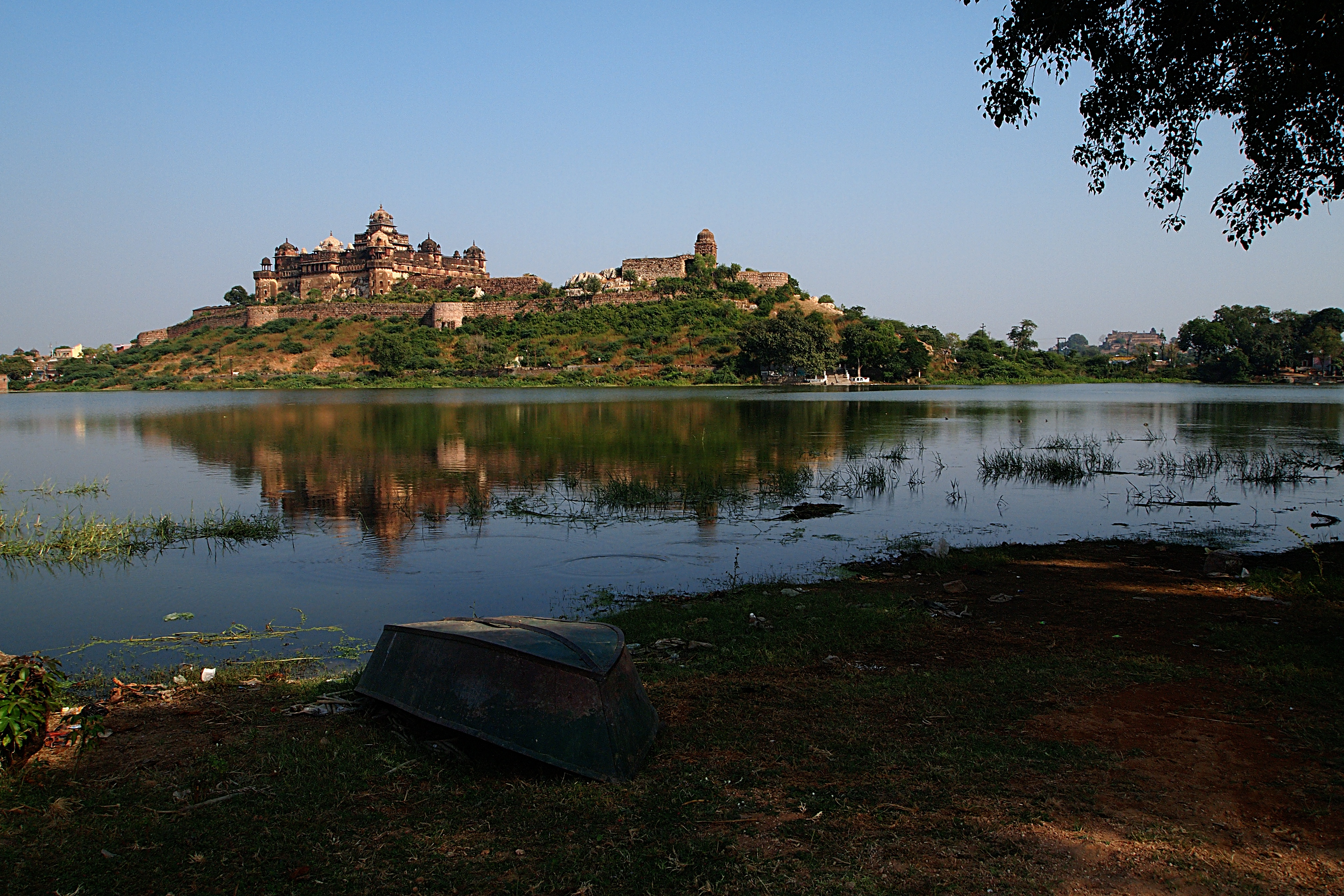
Bir-Singh-Deo-Palast (17.–19. Jh.)

Die Gegend um Datia gehörte im 3. und 2. Jahrhundert v. Chr. zum Maurya-Reich des Kaisers Ashoka; das Gujarra-Felsedikt erinnert daran. Im 4./5. Jahrhundert n. Chr. war sie Bestandteil des Gupta-Reiches, welches später von den Königen der Kalachuri-Dynastie abgelöst wurde. Im Hochmittelalter übernahmen die Gond-Herrscher zeitweise die Macht; im 14. Jahrhundert wanderten die aus Gujarat stammenden Bundheli-Rajputen zu. Ab 1577 stand das zu Jagdzwecken genutzte Gebiet unter der eher nominellen Hoheit des Mogul-Reiches. Im 17. und 18. Jahrhundert geriet die Bundelkhand-Region unter den Einfluss der Marathen. Seit Anfang des 19. Jahrhunderts stand das Gebiet als Fürstenstaat Datia unter britischer Oberhoheit. Nach der Unabhängigkeit Indiens (1947) schloss sich Datia mit anderen Fürstenstaaten zur Union Vindhya Pradesh zusammen, die der Indischen Union beitrat. Im States Reorganisation Act 1956 wurde Vindhya Pradesh aufgelöst und an Madhya Pradesh angegliedert. Seitdem ist Datia ein Distrikt Madhya Pradeshs.

## Bevölkerung
Beim Zensus 2011 betrug die Einwohnerzahl 786.754.
10 Jahre zuvor waren es noch 664.159.
Das Geschlechterverhältnis liegt bei 873 Frauen auf 1000 Männer.
Die Alphabetisierungsrate beträgt 72,63 % (84,20 % bei Männern, 59,41 % bei Frauen).
Hindus bilden mit 95 % die größte Glaubensgruppe. 3,62 % sind Muslime, 1,01 % sind Anhänger des Buddhismus.

## Verwaltungsgliederung

### Tehsils
Der Distrikt war 2023 in fünf Tehsils gegliedert: Bhander, Datia, Indergarh, Badoni und Seondha.

### Städtische Siedlungen
Bei der Volkszählung 2011 gab es fünf Siedlungen, die als „Städte“ klassifiziert wurden: eine Municipality (M) und vier Nagar Panchayats (NP). Im Folgenden sind die Einwohnerzahlen 2011 angegeben.
- Datia (M, 100.284)
- Seondha(NP, 23.140)
- Indergarh (NP, 23.045)
- Badoni (NP, 10.309)
- Bhander(NP, 25.204)